# Leon Fleisher
Leon Fleisher   (San Francisco, 23 de juliol de 1928 - Baltimore, 2 d'agost de 2020) fou un pianista i director d'orquestra estatunidenc.

## Vida primerenca i estudis
Fleisher va néixer a San Francisco en una família jueva pobra, de pares immigrants de l'Europa de l'Est. El negoci del seu pare era l'elaboració de barrets, mentre que l'objectiu de la seva mare era "convertir el seu fill en un gran pianista de concerts". Fleisher va començar a estudiar el piano als quatre anys. Va debutar al públic als vuit anys i va actuar amb la Filharmònica de Nova York sota Pierre Monteux als 16 anys; Monteux el va anomenar "la troballa pianística del segle". Es va convertir en un dels pocs prodigis infantils que va ser acceptat per estudiar amb Artur Schnabel i també va estudiar amb Maria Curcio. Fleisher es va vincular a través de Schnabel a una tradició que descendia directament del propi Beethoven, tramesa per Carl Czerny i Theodor Leschetizky.

## Artista intèrpret i enregistrador
Als anys cinquanta, Fleisher va signar un contracte de gravació exclusiva amb "Columbia Masterworks". És particularment conegut per les seves interpretacions del concert de piano de Brahms i Beethoven, que va enregistrar amb George Szell i l'orquestra de Cleveland. També van gravar el Concert per a piano núm. 25 (Mozart), i els concerts de piano de Grieg i Schumann, les Variacions simfòniques de Franck i la Rhapsody de Rakhmàninov sobre un tema de Paganini.
El 1964, Fleisher va perdre l'ús de la mà dreta, a causa d'una malaltia neurològica que finalment es va diagnosticar com a distonia focal. Fleisher va començar a interpretar i enregistrar el repertori de l'esquerra mentre buscava una cura per al seu estat. A més, es va dedicar a la direcció durant aquest temps, i va exercir alhora com a director musical de l' Orquestra Simfònica d'Annapolis a Maryland. A la dècada de 1990, Fleisher va poder millorar els seus símptomes de distonia focal després d'injeccions experimentals de botox fins al punt de tornar a tocar amb les dues mans.

El 2004, Vanguard Classics va llançar la primera gravació "a dues mans" de Leon Fleisher des dels anys 60, titulada "Two Hands", per a la seva aclamació crítica. Two Hands és també el títol d'un breu documental sobre Fleisher de Nathaniel Kahn, que va ser nominat a un Oscar al millor documentari breu el 23 de gener de 2007. Fleisher va rebre els honors del Kennedy Center 2007. El president de Kennedy Center, Stephen A. Schwarzman, el va descriure com 
| « | "un músic consumat la carrera del qual és un testimoni commovedor del poder de l'art que afirma la vida". | » |

Els interessos musicals de Fleisher s'estenen més enllà del repertori clàssic-romàntic alemany central. El compositor nord-americà William Bolcom va compondre el seu Concert per a dos pianos, Left Hand per a Fleisher i el seu íntim amic Gary Graffman, que també ha patit problemes debilitants amb la mà dreta. Es va estrenar a Baltimore l'abril de 1996. El concert està fet de manera que es pot interpretar d'una de les tres maneres, amb una part de piano sola amb orquestra reduïda, o amb les dues parts de piano i les dues orquestres reduïdes combinades en un complet i orquestra.
El 2004, Leon Fleisher va tocar l'estrena mundial de Paul Hindemith Klaviermusik (Concert per a piano per a la mà esquerra), op. 29, amb la Filharmònica de Berlín. Aquest treball va ser escrit el 1923 per a Paul Wittgenstein, a qui no va agradar i es va negar a interpretar-lo. Tot i això, tenia els seus únics drets interpretatius i va mantenir la partitura, sense permetre que cap altre pianista el toqués. El manuscrit va ser descobert entre els seus papers després de la mort de la seva vídua el 2002. El 2 d'octubre de 2005, Fleisher va interpretar l'estrena nord-americana de l'obra, amb la Simfònica de San Francisco sota Herbert Blomstedt.
El 2012, per invitació de la jutgessa Ruth Bader Ginsburg, Fleisher va actuar al Tribunal Suprem dels Estats Units.
Ha continuat involucrat en la música, tant de direcció com d'ensenyament a l'Institut Peabody, a l'Institut Curtis de Música i al Reial Conservatori de Música de Toronto; també està estretament relacionat amb el "Tanglewood Music Center". Amb Dina Koston, va co-fundar i co-dirigir els "Theatre Chamber Players" el 1968-2003, que va ser el primer conjunt de cambra resident de la "Smithsonian Institution" i del "Kennedy Center".
La seva gravació, My Nine Lives, co-escrit amb la crítica de música del Washington Post, Anne Midgette, va aparèixer el novembre de 2010.

## Premis i reconeixements
- Concurs de piano Queen Elisabeth de Bèlgica
- Leon Fleisher per a piano (1952)
- Membre de l'Acadèmia Americana de les Arts i les Ciències
- "Instrumentista de l'any", Amèrica Musical (1994)
- Doctorats honoris causa per la Towson State University, el conservatori de Boston, la Universitat de Cincinnati i l'Institut de música de Cleveland.
- Medalla del president de la Universitat Johns Hopkins .
- Fleisher va rebre el Premi d'Honors del Kennedy Center per a 2007.[10]
- "Instrumentista de l'any", Royal Philharmonic Society (2010)

## Discografia seleccionada
- Leon Fleisher: la col·lecció completa de l'àlbum, Sony Classical Records, 2013
- Mozart: Concerts per a piano, incloent enregistraments de 2008 dels concerts de piano en un major, K. 414 i K 488, amb el solista Fleisher i com a director de l'Orquestra de Cambra de Stuttgart, i del concert K. 242 amb Katherine Jacobson Fleisher (la seva dona) com a segon pianista. Sony BMG Masterworks, 2009
- Schubert: Sonata in B-flat major, D.960 / Ländler (llançament original de LP 1956), Sony BMG Masterworks, 2008 (reedició digital)[11]
- Debussy: Suite bergamasque / Ravel: Sonatine / Valses nobles et sentimentales / Alborado del gracioso (llançament original de LP 1959), Sony BMG Masterworks, 2008 (reedició digital)
- Mozart: Sonata in C major, K.330 / Sonata in E-flat major, K.282 / Rondo in D Major, K.485 (llançament original de LP 1960), Sony BMG Masterworks, 2008 (reedició digital)
- Liszt: Sonata en re menor / Weber: Sonata núm. 4 en re menor, op. 70 / Invitació al ball, op. 65 (llançament original de LP 1960), Sony BMG Masterworks, 2008 (reedició digital)
- Copland: Piano Sonata / Sessions: From My Diary / Kirchner: Piano Sonata / Rorem: Three Barcarolles (llançament original de LP 1963), Sony BMG Masterworks, 2008 (reedició digital)
- Brahms: Quintet per a piano i corda en fa menor, op. 34 (llançament original de LP 1963), amb el quartet Juilliard String Sony BMG Masterworks, 2008 (reedició digital)
- Brahms: Quintet per a piano i corda en fa menor, op. 34, enregistrat el 2007 amb el Emerson String Quartet de Deutsche Grammophon
- L'essencial Leon Fleisher, Sony BMG Masterworks, 2008
- El Viatge, Vanguard Classics, 2006
- Leon Fleisher: Two Hands, (inclòs un enregistrament de Schubert el 2004: Sonata in B-Flat Major, D.960), Vanguard Classics, 2004
- Schumann: Concert per a piano i Grieg: Concert per a piano amb l'orquestra de Cleveland i Szell (gravacions originals 1960, remasteritzades i reeditades el 2004 per Sony BMG)
- Beethoven: The Five Piano Concertos, amb l'orquestra de Cleveland dirigida per George Szell (gravacions originals 1959-61, remasteritzades), Sony BMG Masterworks, reeditat el 1990 i en la nova remastering 2006
- Brahms: concerts de piano núm. 1 (rec. 1958) i 2 (rec. 1962), amb l'orquestra de Cleveland dirigida per George Szell; Handel Variations and Waltzes, op. 39 (rec. 1956); Sony Masterworks, remasteritzat i reeditat el 1997
- Recital de Leon Fleisher, Sony Classical, 1993
- Ravel, Prokoviev, Britten: Piano Works for the Left Hand, Sony Classical, 1993
- Concert de piano de Mozart núm. 25, amb l'orquestra de Cleveland dirigida per George Szell Sony Classical, reeditat el 1990